# Bogorodici
Bogorodici, album hrvatske klape Neverina. Na albumu je 13 pjesama posvećenih Majci Božjoj. Klapa Neverin vješto asimilira suvremene glazbene elemente, neobičajne za klapsko pjevanje. Skladbe na CD-u su:
01. Majko ljubezniva (nepoznati autor- obr. Lj. Stipišić)

02. Rodilo ti žito i šenica (Veli Iž, obr. J. Ćaleta)

03. Kolenda iz Zatona kod Dubrovnika (Zaton, obr. J. Ćaleta-J. Primorac)

04. Oj, pastiri (Međimurje - obr. R. Matz)

05. Kad se Isus, Ditić u Betlem porodi (Stari Grad, Hvar- obr. J. Ćaleta)

06. Tiha noć (N. F. Gruber- T.J. Mohr- obr. D.Tambača)

07. Dajte mi sladak pjev (J.Engelhart)

08. Zdravo zvijezdo mora (Fr. Valerynski)

09. Ja se kajem (V.Novak, obr. s. A. Jukić)

10. Milost (Engleska)

11. Nobody knows (crnačka duhovna, obr. W. Mayrhofer)

12. Ave Maria no morro (H. Martinis, obr. R. Kraljević)

13. Gospe Sinjska, majko Rame (M.Čačija-Čaja, obr. M. Čačija)